# Эрнандес Эспиноса, Леандро
Леона́рдо Ани́баль Эрна́ндес Эспино́са (исп. Leandro Aníbal Hernández Espinoza; род. 13 июня 2005, Сантьяго) — чилийский футболист, вингер клуба «Коло-Коло».

## Клубная карьера
Эрнандес — воспитанник клуба «Коло-Коло». 3 декабря 2023 года в матче против «Унион Эспаньола» он дебютировал в чилийской Примере. 

## Международная карьера
В 2025 году Эрнандес в составе молодёжной сборной Чили во второй раз принял участие в молодёжном чемпионате Южной Америки в Венесуэле.

## Достижения
Клубные
 «Коло-Коло»
- Победитель чилийской Примеры — 2024
- Обладатель Кубка Чили — 2023
- Обладатель Суперкубка Чили — 2024